# Costanza Rangoni (contessa Gozzadini)
Costanza Rangoni, contessa Gozzadini (... – 1586) è stata una nobildonna italiana.

## Biografia
Era figlia di Battista Rangoni, nobile famiglia di Modena.
È passata alla storia per il celebre ritratto del Parmigianino Ritratto di Costanza Rangoni, contessa Gozzadini, eseguito nel 1530 circa.

## Discendenza
Costanza sposò il conte Bonifazio Gozzadini di Bologna, dal quale ebbe cinque figli:
- Marco Aurelio;
- Apollonio (?-1599), canonico della Basilica di San Petronio in Bologna;
- Marco Tullio;
- Livia, sposò Gianfrancesco Lini;
- Laura (1536-?).